# Verteidigungskräfte Finnlands
Die Verteidigungskräfte Finnlands (finnisch Puolustusvoimat, schwedisch Försvarsmakten) sind die regulären Streitkräfte des Landes. Sie haben in Friedenszeiten eine Stärke von 23.000 Mann, davon 16.000 in den Landstreitkräften, 4.000 in den Seestreitkräften und 3.000 in den Luftstreitkräften. Im Kriegsfall können bis zu 520.000 Mann in kurzer Zeit unter Waffen gestellt werden, zudem kann der finnische Grenzschutz mit einer Kriegsstärke von 23.000 Mann dem Heereskommando unterstellt werden. Seit 2008 wurde die Kriegsreserve jedoch auf eine Stärke von 430.000 Soldaten reduziert. Bei einer Bevölkerung von ca. 5,4 Millionen Einwohnern könnten im Kriegsfall fast 10 % der Bevölkerung unter Waffen stehen.
Kurz nach dem Beginn des russischen Überfalls auf die Ukraine gaben Finnland und Schweden ihre militärische Neutralität auf und beantragten die Mitgliedschaft in der NATO. Finnland wurde am 4. April 2023 Mitglied der NATO.

## Geschichte

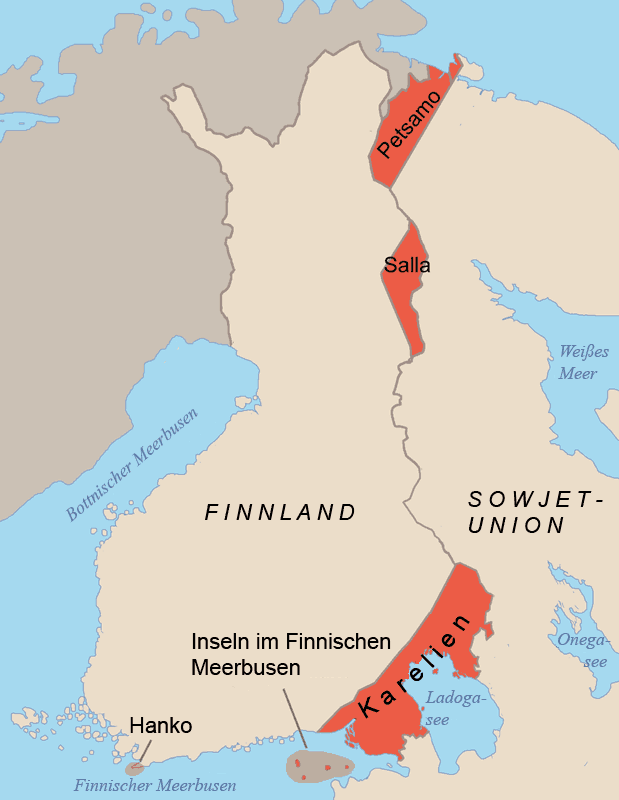
Als Folge der beiden Kriege gegen die Sowjetunion 1939 bis 1944 musste Finnland die hier rot gekennzeichneten Gebiete an den Nachbarn abtreten

Die Ablösung Finnlands von Schweden führte 1809 zur Entstehung des autonomen Großfürstentums Finnland. Der russische Zar war als Großfürst von Finnland zugleich das finnische Staatsoberhaupt. Während der Zeit des Großfürstentums blieb Finnland von unmittelbaren Kriegshandlungen mit Ausnahme der Zerstörungen während des Krimkrieges weitgehend verschont. Die Verteidigung der russischen Außengrenze und damit des Großfürstentum Finnlands, als russisches Vasallentum, wurde von russischen Armeeeinheiten übernommen. Die finnischen Streitkräfte waren organisatorisch nicht in die Kaiserlich Russische Armee eingegliedert und wurden dennoch mehrfach umorganisiert, um sie besser in die Russische Armee einzubinden. Die Finnische Garde, ein Leibregiment des Zaren, erwarb sich dabei Respekt bei Einsätzen in russischen Kriegen außerhalb Finnlands. Nachdem der Zar 1901 gegen den Widerstand der finnischen Autonomieorgane im Zuge der Russifizierungspolitik ein Wehrpflichtgesetz erlassen hatte, das die gesonderten finnischen Streitkräfte abschaffte und die Bürger Finnlands der Wehrpflicht in der Armee des Russischen Reiches unterwarf, organisierten die finnischen Konstitutionalisten passiven Widerstand, und ab 1902 leistete ein Großteil der Wehrpflichtigen der Einberufung nicht Folge. Die Umsetzung des Wehrpflichtgesetzes wurde 1905 ausgesetzt, es kam zur völligen Abschaffung der finnischen Streitkräfte. Am Ersten Weltkrieg waren finnische Soldaten, von einigen Freiwilligen abgesehen, nicht beteiligt. In der Hoffnung auf eine Kriegsniederlage Russlands nahm die sogenannte Jägerbewegung mit Deutschland Kontakt auf und entsandte schließlich 1915 rund 2.000 Freiwillige zur militärischen Ausbildung in die deutsche Armee. Das so gebildete Jägerbataillon wurde teilweise auch an der Front eingesetzt und sammelte so Kampferfahrung, die es in Finnland kaum gab.
Nach der Februarrevolution in Russland erklärte das finnische Parlament am 6. Dezember 1917 Finnlands Unabhängigkeit. Den Ablösungsprozess von Russland begleiteten schwere innere Konflikte, die am 27. Januar 1918 in einem sozialistischen Umsturzversuch gipfelten. In einem dreimonatigen Bürgerkrieg behielten letztlich die bürgerlichen „Weißen“ die Oberhand. Im Jahr 1919 gab sich Finnland eine republikanische Verfassung. Mit Sowjetrussland wurde 1920 ein Friedens- und Grenzvertrag unterzeichnet, aufgrund dessen die Grenzen Finnlands mit dem früheren Großherzogtum übereinstimmten, Finnland aber zusätzlich das Gebiet Petsamo mit dessen Zugang zum Nordmeer zugestanden wurde. Der am 23. August 1939 geschlossene deutsch-sowjetische Nichtangriffspakt wies Finnland der sowjetischen Interessensphäre zu. Am 30. November 1939 griff die Sowjetunion Finnland an; damit begann der Winterkrieg. Trotz zahlreicher erfolgreicher Abwehrschlachten stand die finnische Verteidigung unter ihrem Oberbefehlshaber Carl Gustaf Emil Mannerheim vor dem Zusammenbruch, als der Krieg am 13. März 1940 durch den Friedensvertrag von Moskau beendet wurde. Finnland musste große Teile Kareliens (darunter mit Wyborg die damals zweitgrößte Stadt des Landes) und andere Gebiete an die Sowjetunion abtreten. Als Hitler unter Bruch des Nichtangriffspakts am 22. Juni 1941 die Sowjetunion überfiel, trat Finnland in Kooperation mit Deutschland in den Krieg ein, der in Finnland als Fortsetzungskrieg bezeichnet wird. Die finnische Armee eroberte nicht nur die verlorenen Gebiete zurück, sondern drang auch tief in das zur Sowjetunion gehörige Gebiet Ostkareliens ein mit dem Ziel, die von vielen Finnen als Brudervölker angesehenen ostseefinnischsprachigen Volksgruppen in einem Großfinnland zusammenzuführen. 1944 musste sich Finnland nach den Erfolgen der Roten Armee aus den besetzten Gebieten zurückziehen und sah sich erneut der drohenden sowjetischen Besetzung gegenüber. Am 19. September 1944 schloss es mit der Sowjetunion den Separatfrieden von Moskau, der den Fortsetzungskrieg beendete. Die Gebietsverluste des Winterkrieges wurden bestätigt, zudem musste Finnland das Gebiet Petsamo abtreten.
Der Separatfrieden verpflichtete Finnland, die deutschen Truppen aus dem Land zu vertreiben, und so schloss sich der finnisch-deutsche Lapplandkrieg an, der am 27. April 1945 mit dem Abzug der letzten deutschen Soldaten aus Kilpisjärvi endete. Der Kriegszustand mit den Alliierten wurde durch den Pariser Friedensvertrag von 1947 endgültig beendet. 1948 wurde mit der Sowjetunion ein Freundschafts- und Kooperationsabkommen geschlossen, das durch seine mehrfache Verlängerung bis zum Ende der Sowjetunion in Kraft blieb. Die Personalstärke der Streitkräfte und die Beschaffung neuer Wehrtechnik waren anfangs streng reglementiert. Erst gegen Ende der 1950er Jahre konnte mit der Modernisierung der Bewaffnung des finnischen Heeres begonnen werden. Waffensysteme wurden dabei etwa zu gleichen Teilen in der Sowjetunion und im Westen erworben.
Bis zum Beitritt 1990 in den Europarat (nach dem Fall des Eisernen Vorhanges) verhielt sich Finnland strikt neutral und wurde deshalb oft wegen „vorauseilenden Gehorsams“ gegenüber der Sowjetunion kritisiert (Finnlandisierung). Die Autorin Sofi Oksanen sprach 2014 rückblickend von einem Zustand „verminderter Selbstständigkeit, angenagter Demokratie und abgewürgter Meinungsfreiheit“. 
Nach dem Zerfall der Sowjetunion wurden die Reglementierungen bei der Beschaffung neuer Wehrtechnik aufgehoben.
Infolge des russischen Angriffskrieges gegen die Ukraine hat Finnland seine militärische Neutralität aufgegeben und ist seit dem 4. April 2023 offiziell das 31. Mitglied der NATO.

## Organisation

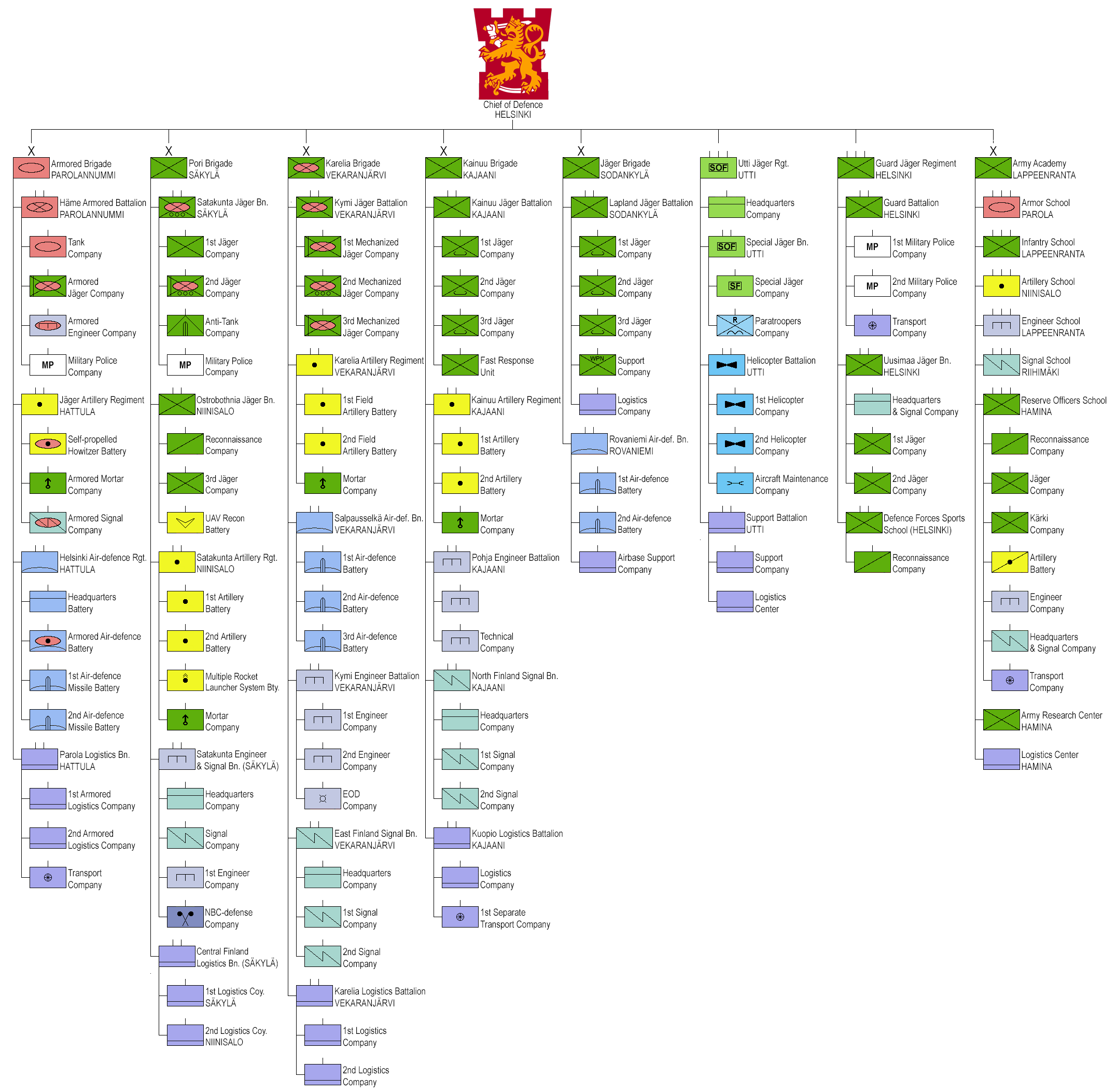
Gliederung der finnischen Landstreitkräfte

Der Präsident Alexander Stubb ist gemäß der Verfassung Oberbefehlshaber der finnischen Streitkräfte. Verteidigungsminister ist seit Juni 2023 Antti Häkkänen. Chef der Verteidigung ist seit August 2019 General Timo Kivinen.
Finnlands Anteil der Militärausgaben am Bruttoinlandsprodukt (BIP) betrug 2009 bis 2022 zwischen 1,29 % (2021) und 1,57 % (2022) des BIP. 2023 betrug es 2,42 %.
Laut § 127 der finnischen Verfassung gilt die allgemeine Wehrpflicht. Ausdrücklich vom Wehrdienst ausgenommen sind nur Zeugen Jehovas und die Bewohner der autonomen Provinz Åland. Seit 1995 besteht für Frauen die Möglichkeit zum freiwilligen Wehrdienst.

### Landstreitkräfte

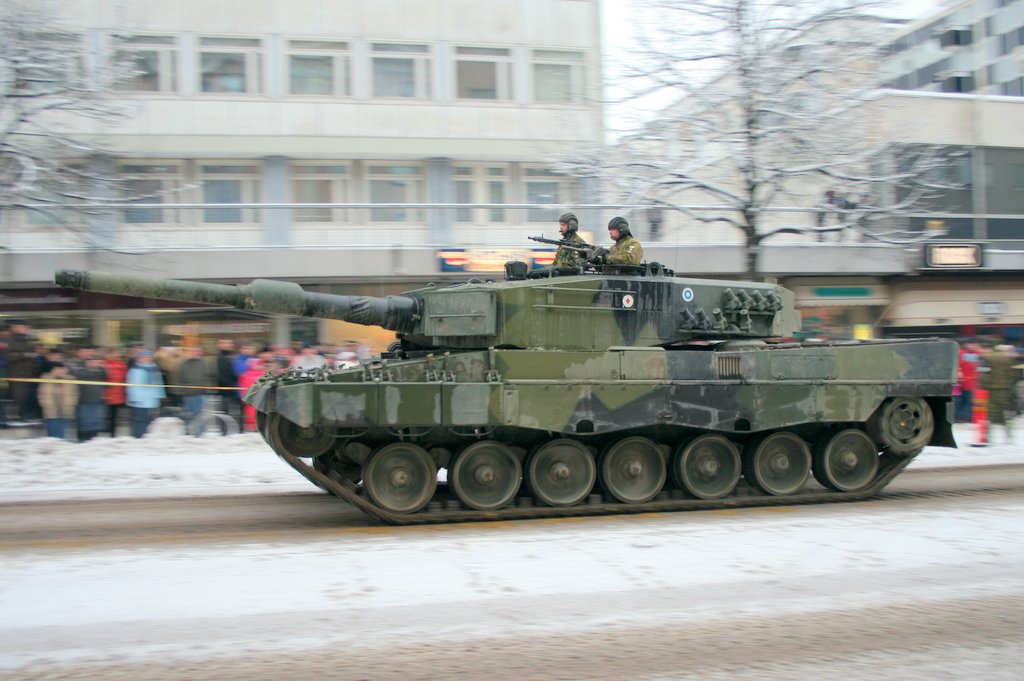
Finnischer Leopard-2A4-Kampfpanzer

Den Landstreitkräften (finnisch Maavoimat, schwedisch Armén) kommt nicht zuletzt wegen der großen Landesfläche die Schlüsselfunktion in der finnischen Verteidigungsstrategie (territoriale Verteidigung) zu, sie unterhalten ein weitmaschiges Netz von Stützpunkten und Materiallagern im gesamten Land. Sie umfassen unter anderem Einheiten der Infanterie (Jäger), Artillerie, Luftabwehrartillerie, zudem Pioniere sowie Fernmelde- und Logistikeinheiten. Finnlands Artillerietruppen zählen Stand 2024 zu den Stärksten in Europa.
Die Landstreitkräfte sind gegliedert in drei Kommandos und zwölf Provinzen: West (Vaasa, Zentralfinnland, Uusimaa, Häme, Helsinki, Turku und Pori), Nord (Lappland und Oulu) und Ost (Kuopio, Nordkarelien, Mikkeli und Kymi).
Das Standardsturmgewehr der finnischen Armee ist das Valmet RK 62 7,62 mm, eine Weiterentwicklung der sowjetischen Kalaschnikow, die von den heimischen Rüstungsbetrieben Valmet und Sako gefertigt wird. Das Panzerarsenal im Jahr 2021 umfasste 200 Kampfpanzer, davon 100 Leopard 2A6 und 100 eingelagerte Leopard 2A4 sowie rund 1000 weitere Panzerfahrzeuge, beispielsweise Transportpanzer des Typs Sisu Pasi.
Seit 1996 verfügt das finnische Heer mit der FRDF (Finnish Rapid Deployment Force, finnisch Suomen Kansainvälinen Valmiusjoukko) über eine schnelle Eingreiftruppe zum akuten Kriseneinsatz.

### Luftstreitkräfte

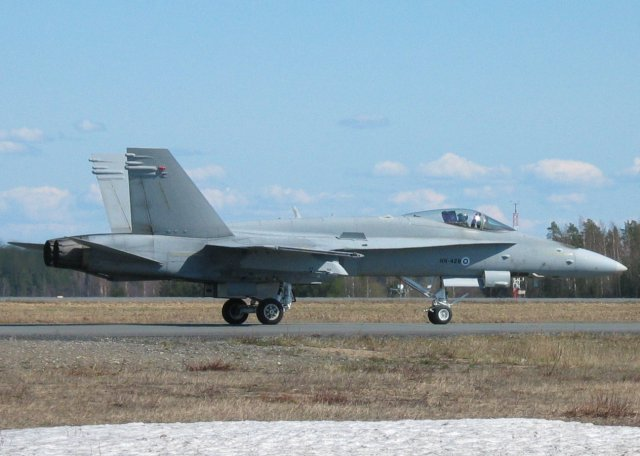
Finnische F/A-18C Hornet

Die Luftstreitkräfte (finnisch Ilmavoimat, schwedisch Flygvapnet) wurden am 6. März 1918 gegründet und zählen zu den ältesten der Welt. Das Hauptquartier und die Fliegerakademie befinden sich in Tikkakoski bei Jyväskylä, weitere Stützpunkte sind Rovaniemi, Tampere, Kauhava in Österbotten, der Flughafen Kuopio in Siilinjärvi und das mittelfinnische Halli. Die Aufgabe der Luftwaffe ist die Sicherung und Verteidigung des finnischen Luftraums. Da die militärische Führung davon ausgeht, dass feindliche Luftangriffe im Verteidigungsfall die größte Gefahr für das Land darstellen, ist die Aufstellung der Luftwaffe defensiv ausgerichtet. Im Gegensatz zum Heer und der Marine operiert die Luftwaffe auch zu Friedenszeiten in der vollen Bereitschaftsstärke. Sie verfügt über insgesamt 160 Flugzeuge.
Den Kern der Flotte stellen Stand 2021 die 62 Jagdflugzeuge vom Typ F/A-18C (davon 7 Doppelsitzer in der Variante F/A-18D) aus amerikanischer Fertigung dar, die ab 2026 durch 64 Lockheed Martin F-35 ersetzt werden sollen. Hinzu kommen 45 Trainingsflugzeuge vom Typ BAE Hawk Mk50/51A bzw. Mk66 und verschiedene Transport- und Schulungsflugzeuge.

### Seestreitkräfte

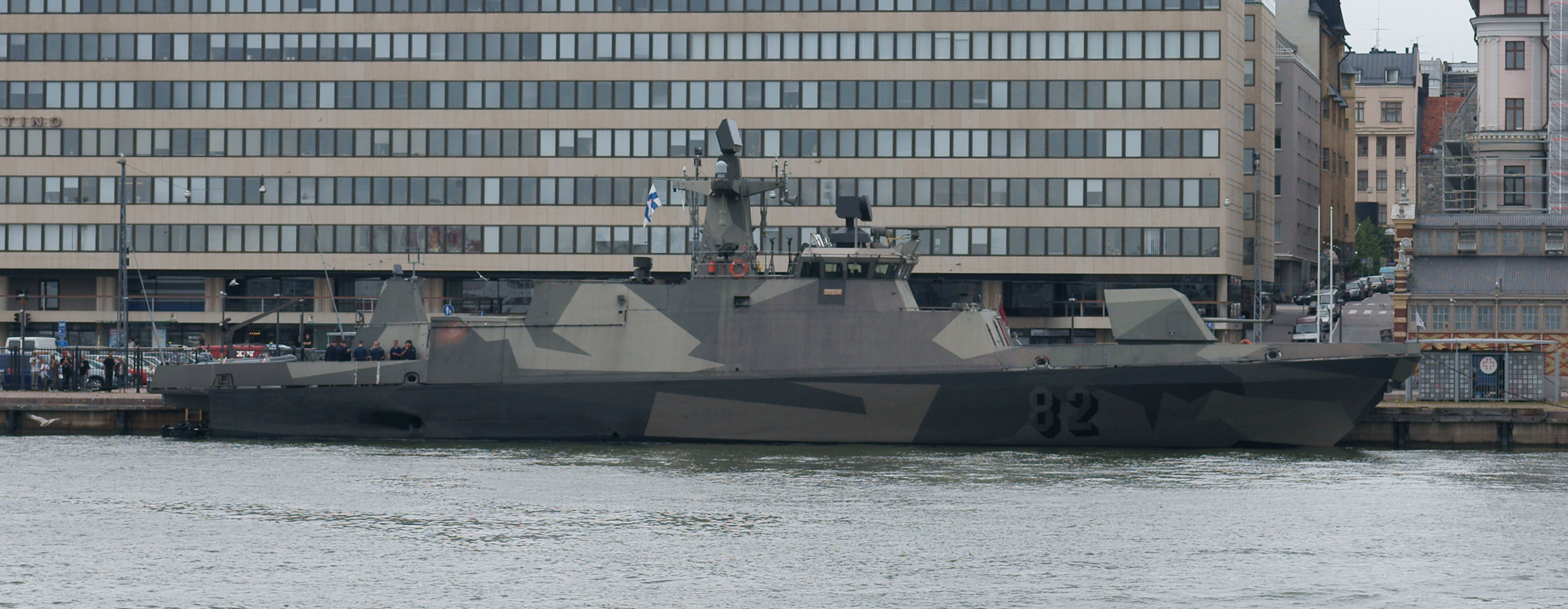
Flugkörperschnellboot FNS Hanko der Hamina-Klasse

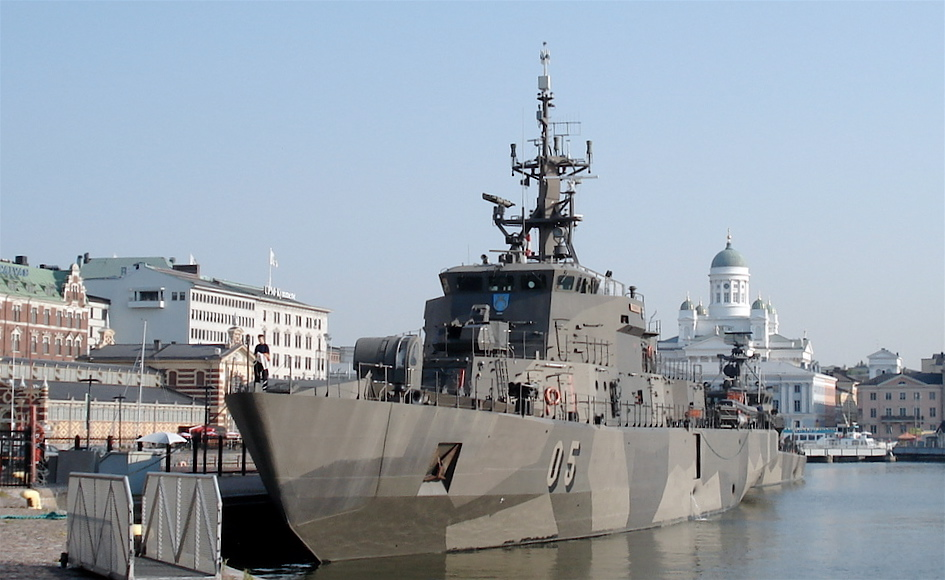
Minenleger FNS Uusimaa der Hämeenmaa-Klasse

Die Seestreitkräfte (finnisch Merivoimat, schwedisch Marinen) umfassen sowohl die eigentliche Kriegsmarine als auch Einheiten der Küstenartillerie und Marineinfanterie. Das Marinehauptquartier befindet sich im Helsinkier Stadtteil Lauttasaari, die Marineakademie auf der Inselfestung Suomenlinna. Weitere Stützpunkte sind Upinniemi (bei Kirkkonummi), Pansio (Turku), Dragsvik (Ekenäs) sowie die Häfen Hamina und Kotka.
Die Flotte ist den strategischen Gegebenheiten der finnischen Schärenküste angepasst, nicht aber auf offenen Seekrieg eingestellt. Daher sind die Schiffe verhältnismäßig klein. Die Flotte umfasst 8 Flugkörperschnellboote, 13 Minenräumer, 6 Minenleger, Landungsboote und verschiedene Transport- und Hilfsschiffe. In der Pariser Friedenskonferenz 1946 verpflichtete sich Finnland zum Verzicht auf Torpedo- und U-Boote. Zwar erklärte Präsident Mauno Koivisto diese Vereinbarung nach dem Zusammenbruch der Sowjetunion für nichtig, doch hat Finnland seither keine Anstrengungen unternommen, seine Flotte in dieser Hinsicht zu erweitern. Ein besonders ehrgeiziger Modernisierungsversuch war die Entwicklung der Tuuli-Luftkissenboote. Gebaut wurde lediglich das Typschiff Tuuli, anschließend wurde das an sich erfolgreiche Projekt aus Budgetgründen eingestellt. Die finnische Marine greift in Bezug auf Schiffe fast ausschließlich auf einheimische Konstruktionen zurück. Die Flotte besteht aus:
- 4 Flugkörperschnellboote der Hamina-Klasse
- 4 Flugkörperschnellboote der Rauma-Klasse
- 2 Minenleger der Hämeenmaa-Klasse
- 3 Minenleger der Pansio-Klasse
- 3 Minenräumer der Katanpää-Klasse
- 6 Minenräumer der Kuha-Klasse
- 7 Minenräumer der Kiiski-Klasse

### Grenzschutz
Der finnische Grenzschutz (finnisch: Rajavartiolaitos, schwedisch: Gränsbevakningsväsendet) ist die finnische Sicherheitsbehörde für die Sicherung der Außengrenzen. Sie ist eine verwaltungstechnisch dem Innenministerium untergeordnete militärische Organisation. Außerdem ist sie dem Präsidenten Finnlands in dessen Rolle als Oberbefehlshaber untergeordnet.
Der Grenzschutz umfasst 3.600 Mann, inklusive 500 Wehrpflichtigen, die im Frieden nicht zur Kontrolle der Grenzen eingesetzt werden. Im Falle einer Mobilisierung würde der Grenzschutz ganz oder teilweise in die Streitkräfte Finnlands integriert werden. Durch die Heranziehung von Reservisten würde er in diesem Fall auf rund 23.000 Mann anwachsen.